# Паулус Алі Нуумбебве
Паулус Алі Нуумбебве (англ. Paulus Ali Nuumbembe; нар. 24 червня 1978 року в Ошакаті, область Ошана, Намібія) — намібійський боксер у напівсередній вазі. Прізвисько «The Silent Assassin» — колишній чемпіон Співдружності, який представляв Намібію на Літніх Олімпійських іграх 2000 року та іграх Співдружності 2002 року.

## Розквіт
Нуумбембе отримала популярність в квітні 2005 року, коли він завершив бій внічию з непереможеним чемпіоном Великої Британії Девідом Барнсом у бою за вакантний титул WBO у напівсередній вазі.

## Титул Співдружності
Найважливіший момент у його кар'єрі настав, коли він заробив очки перемоги над шотландським непереможним Кевіном Андерсоном, щоб виграти в напівсередній вазі. Він був першим чемпіоном Співдружності з Намібії.